# Viaducto La Polvorilla

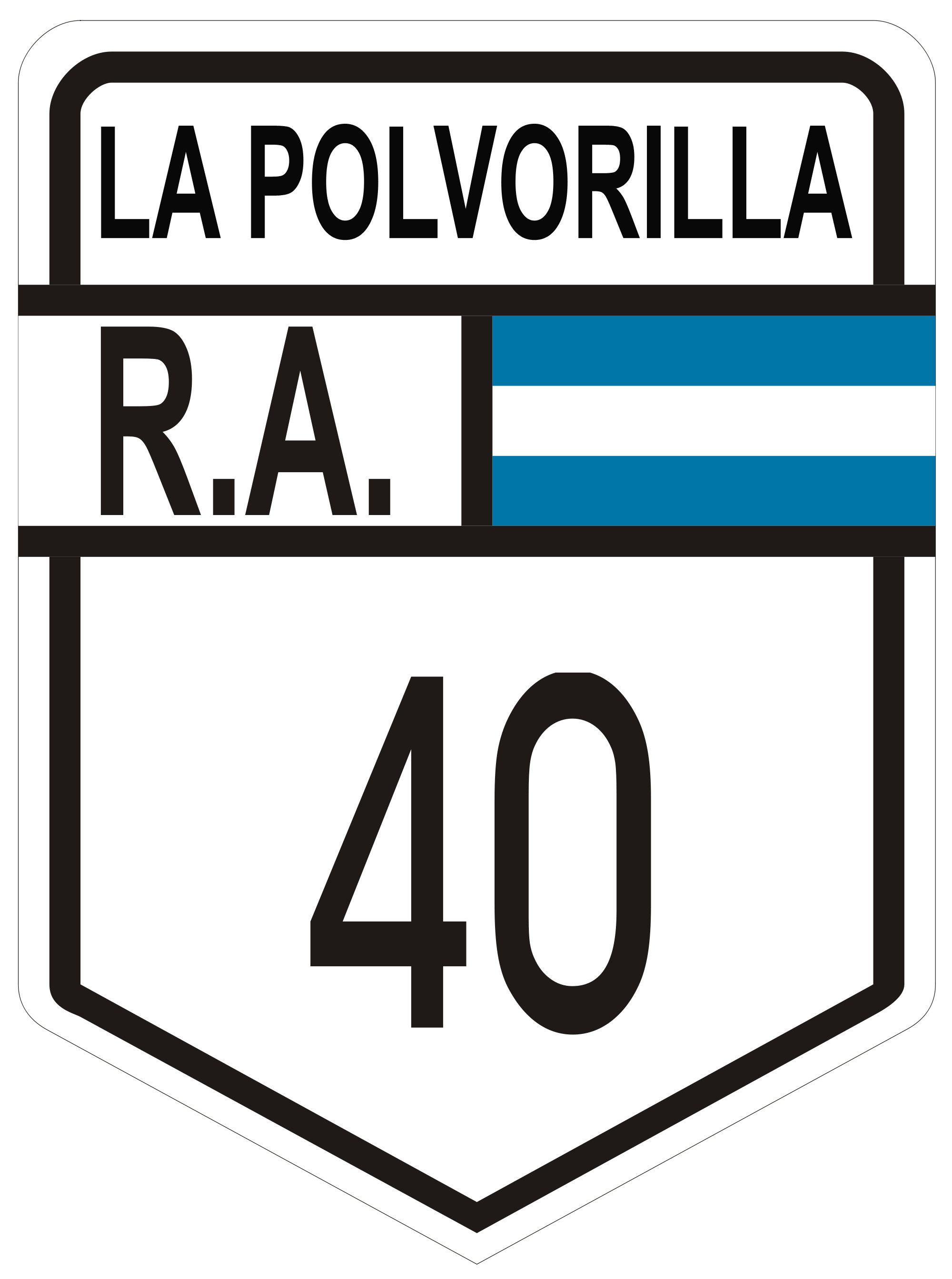
El viaducto La Polvorilla forma parte del circuito turístico de la Ruta nacional 40.

Viaducto La Polvorilla es el nombre que recibe el más conocido de los viaductos por los cuales transita el Tren a las Nubes en el ramal C-14 del Ferrocarril General Belgrano de la red ferroviaria argentina. Está ubicado en 24°12′9.6″S 66°24′52.6″O / -24.202667, -66.414611, en la provincia de Salta a unos cinco kilómetros al este de la localidad de Chorrillos. Una decena de kilómetros al noroeste se encuentra San Antonio de los Cobres, a poco de atravesar la llamada Cordillera Oriental por un abra que la separa de la llamada Sierra de los Pastos Grandes.
El puente es una estructura de vigas de acero de 223,5 metros de longitud, una altura máxima de 63 metros respecto al suelo (semejante en altura al Obelisco de Buenos Aires) y 1590 toneladas de peso, sobre un terreno ubicado a 4200 m s. n. m. (13 779 pies) —constituyendo así uno de los puentes y tramos ferroviarios más altos del mundo  sobre el nivel del mar—. Desde su inauguración fue considerada una obra monumental de ingeniería, transformándose en un atractivo turístico. En la década de 1970 la empresa Ferrocarriles Argentinos ideó un servicio turístico de pasajeros, el Tren a las Nubes, con término poco más allá de La Polvorilla.
Los constructores del ramal, dirigidos por el ingeniero Richard Maury, afrontaban el problema de atravesar una quebrada ancha y profunda por donde corre un afluente del río San Antonio de los Cobres. Para salvar el obstáculo era necesario realizar un desvío de 18 kilómetros hacia el norte, para no perder la altura ganada en el trayecto, o construir un largo puente. Esta última fue la opción elegida, pero afrontaba 3 dificultades adicionales: Como los rieles se encuentran en rampa ascendente, el estribo oeste era 4,5 m más alto que el este; el tramo debía ser en curva y también peraltada. La solución elegida implicaba la construcción de seis tramos de 14 metros de longitud y siete de 20 m, apoyados sobre seis pilotes de acero con basamento de piedra. La construcción de las partes fue encomendada al astillero Cantiere Navale Triestino de Monfalcone, Italia (hoy parte de Fincantieri). La construcción se completó en 1932, pero fue inaugurado el 7 de noviembre de 1939. Durante la construcción perdieron la vida tres trabajadores, cuyos cuerpos se hallan enterrados en el cementerio de Mina Concordia.

## Galería de imágenes

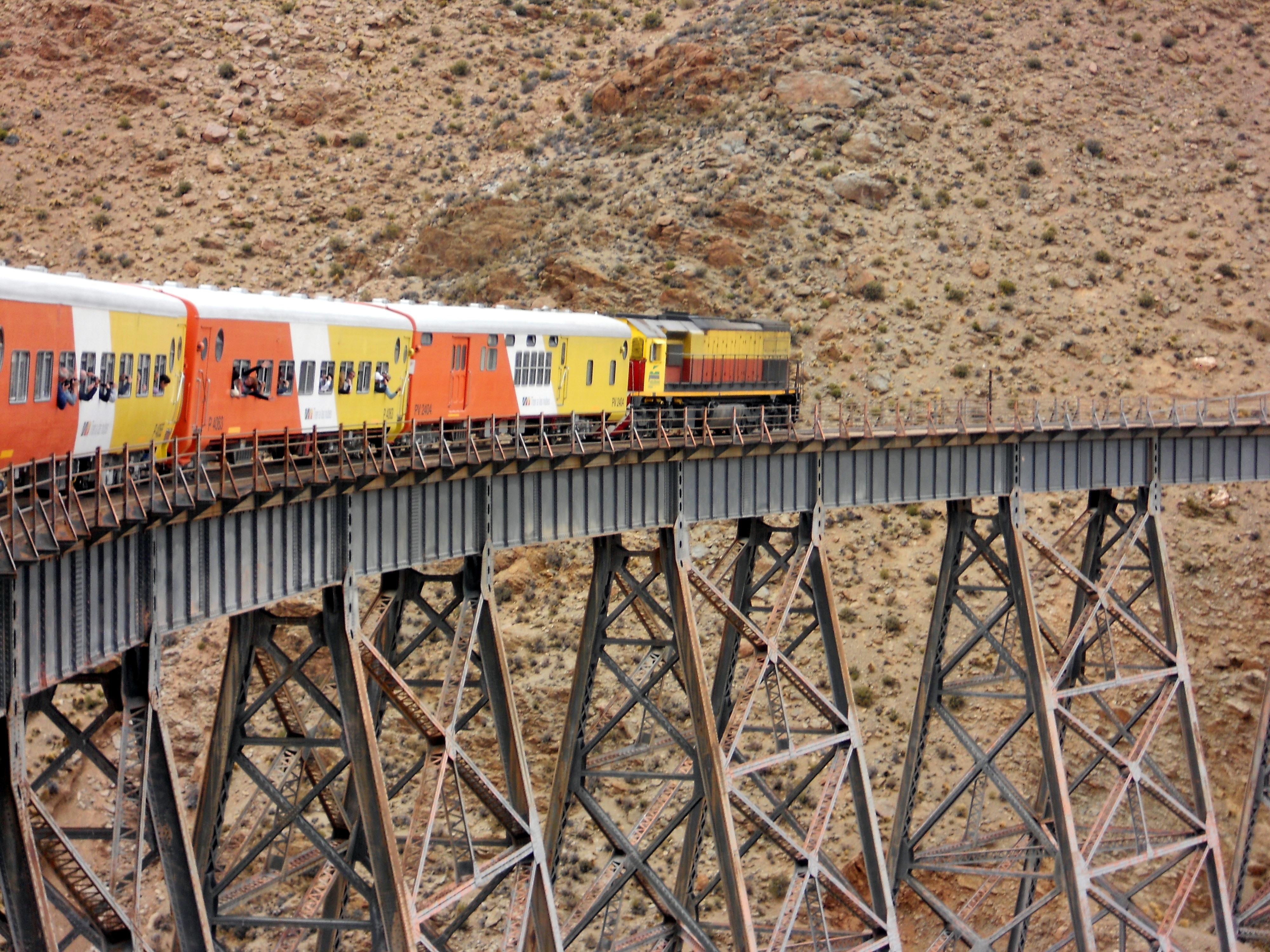
Tren a las nubes cruzando el viaducto.
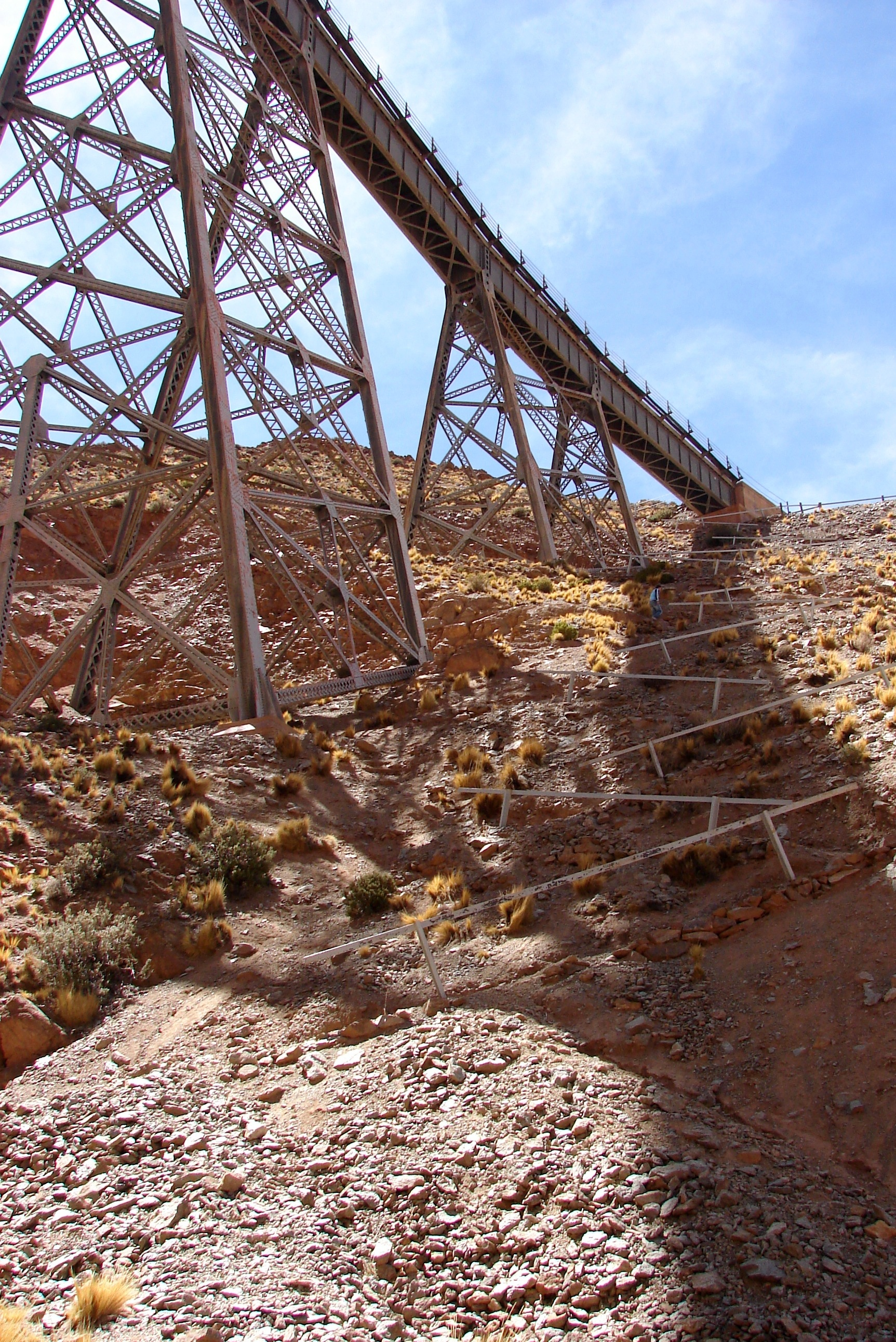
Bajada hacia la base del viaducto.
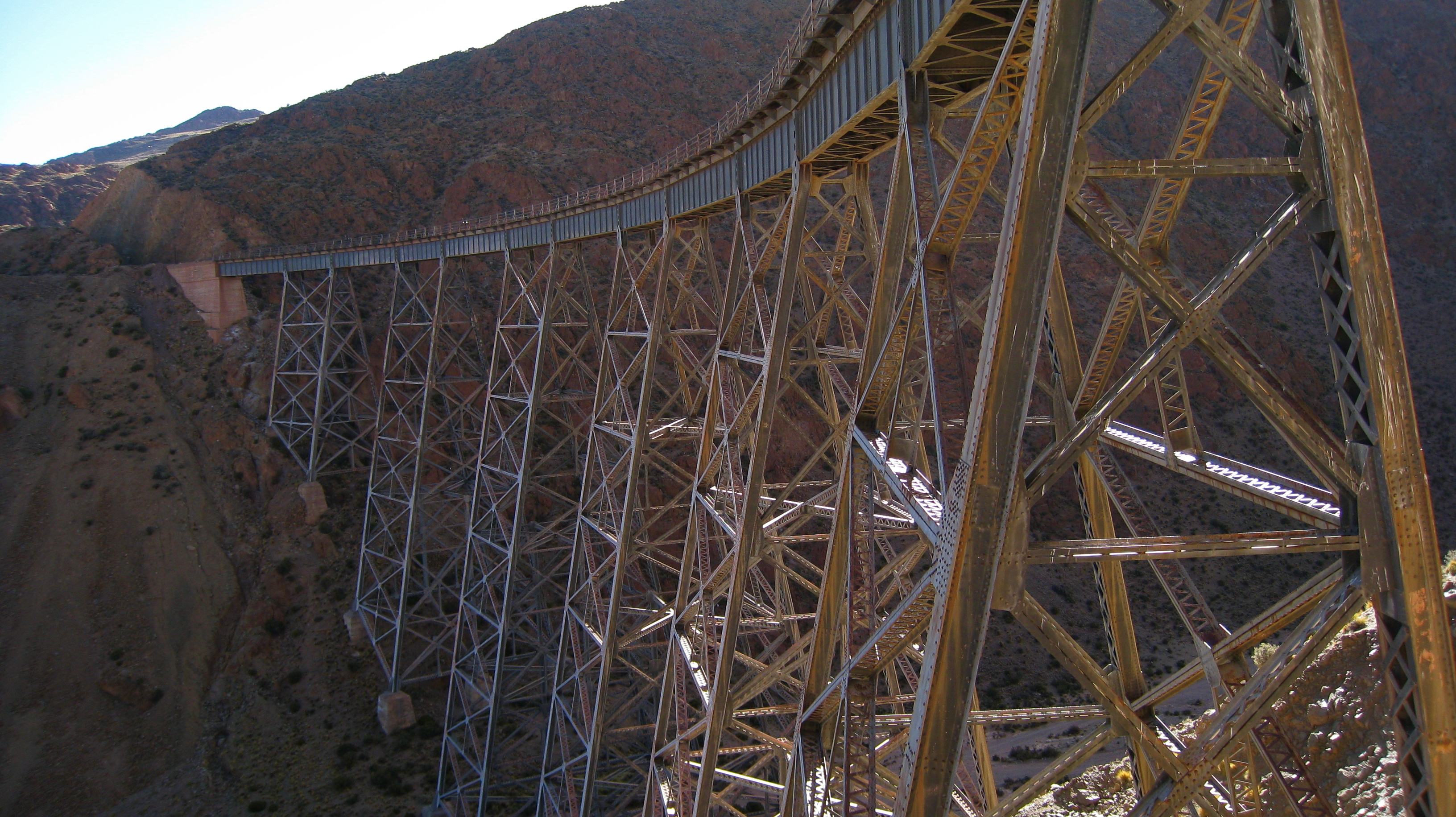
Estructura
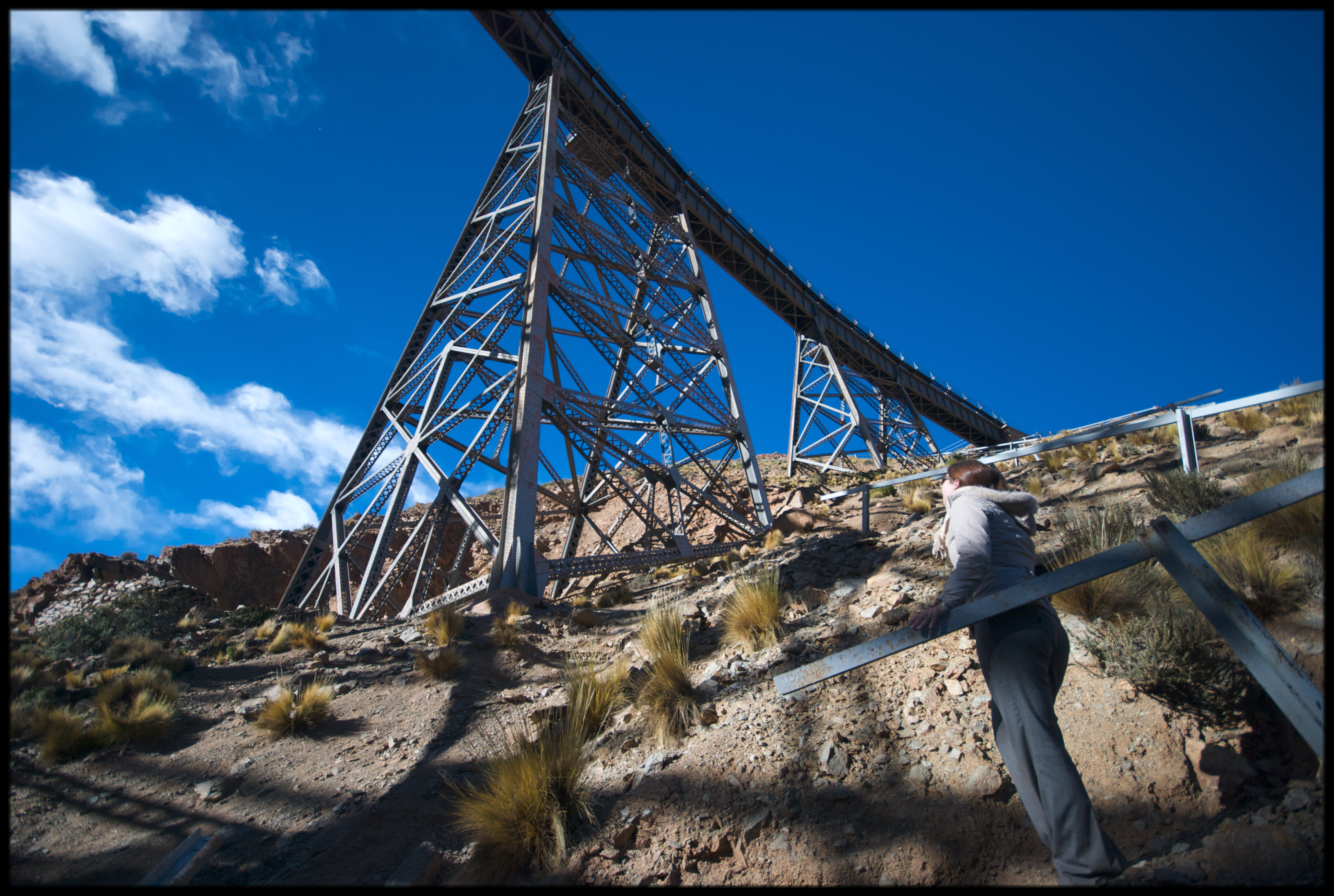
Vista del viaducto desde abajo.